# Stirone
Lo Stirone è un torrente dell'Emilia-Romagna, affluente di sinistra del Taro.
I suoi principali affluenti sono i torrenti Utanella, Varolo, Borla, Ghiara, Rovacchia e Stirone Rivarolo.
È spesso indicato sulle mappe antiche con i nomi Sisterione, Sisterone o Sistrone.

## Il corso
Nasce dall'unione di più ruscelli sulla Piana di Maneia, sul fianco orientale del boscoso monte Santa Cristina e subito prende a scorrere in direzione nord est in una valletta densamente boscata riceve in sinistra il Rio Fontana Fredda proveniente dall'omonima fontana posta appena al di sotto della cima del monte, uscendo dal bosco riceve in destra il rio della Bratta facendo una brusca conversione verso nord ovest entra nell'abitato di Pellegrino Parmense.
Uscendo da Pellegrino sempre in direzione nord ovest riceve in sinistra il rio dell'Inverno e il rio Ciudegna, mentre in destra riceve il rio della Fontana, infine, in località Molino Egola riceve il primo affluente importante, il torrente Utanella, infine giunto nel punto del confine provinciale fra Parma a Piacenza riceve in sinistra lo Stirone Rivarolo. A questo punto la valle del torrente, sino ad allora abbastanza boscata e stretta tende ad allargarsi e lo Stirone inizia a segnare il confine provinciale; prima di raggiungere l'abitato di Trinità riceve in sinistra il torrente Boria proveniente da piacentino, da qui il letto si allarga e diventa prevalentemente ghiaioso, dopo aver ricevuto i contributi di alcuni rii minori, lo Stirone giunge presso l'abitato di Vigoleno ricevendo il rio Telarolo in destra proveniente da Scipione Ponte e rientrando totalmente in provincia di Parma all'altezza di Predella. In questo tratto il letto si restringe, le sponde si alzano e l'erosione evidente permette di mettere in luce le stratificazioni delle diverse ere e i reperti fossili.
Presso l'abitato di Fornio riceve in destra il torrente Ghiara proveniente da Salsomaggiore, quindi ormai in pianura, bagna la periferia ovest di Fidenza.
Anticamente il torrente passava nel centro di Fidenza a poca distanza dalla cattedrale ed è infatti ancora visibile un'arcata del ponte sotto la porta medievale. Fidenza stessa era nata come colonia romana con la funzione di controllo del ponte sullo Stirone.
Attraversata la via Emilia prima e l'autostrada A1 poi, il torrente, ormai contenuto da importanti arginature, entra in località Castellina nel comune di Soragna, lambendo il capoluogo comunale a sud e a est, scorrendo quindi in direzione nord est arriva all'altezza dell'abitato di Diolo e da lì piega decisamente verso est iniziando prima a segnare il confine comunale fra Roccabianca e Soragna quindi, dopo aver ricevuto il suo principale affluente, il torrente Rovacchia, prende a segnare fino alla sua foce nel referente idraulico il confine comunale fra Roccabianca e San Secondo Parmense.
Poco prima di gettarsi nel Taro passa al di sotto del ponte "dal mulèn" in località Fontanelle, nel comune di Roccabianca. Nel dialetto locale la zona dove lo Stirone incontra il Taro è detta "Boca ad Stiron".

## Il regime
Il regime dello Stirone, come altri torrenti emiliani, presenta notevoli variazioni nella sua entità alternando lunghi periodi di magra o secca a piene brevi ed impetuose. La portata media annua è di circa 3 m³/s presso la foce in Taro, ma può raggiungere facilmente picchi di oltre 200 metri cubi al secondo durante le piene autunnali, sino a raggiungere facilmente i 300 m³/s dopo la confluenza del Torrente Rovacchia. La portata di colmo calcolata con un tempo di ritorno di 20 anni risulta essere di 480 m³/s alla foce
In seguito all'intensiva attività estrattiva di ghiaia dall'alveo del torrente e al tipo di substrato sottostante, l'erosione del letto si è fatta molto accentuata.

## Il parco
Un'ampia area lungo l'alveo del torrente è compresa all'interno del Parco fluviale regionale dello Stirone il cui obiettivo principale è quello di tutelare l'ecosistema fluviale, ma anche proteggere le aree fossilifere.

## Fossili

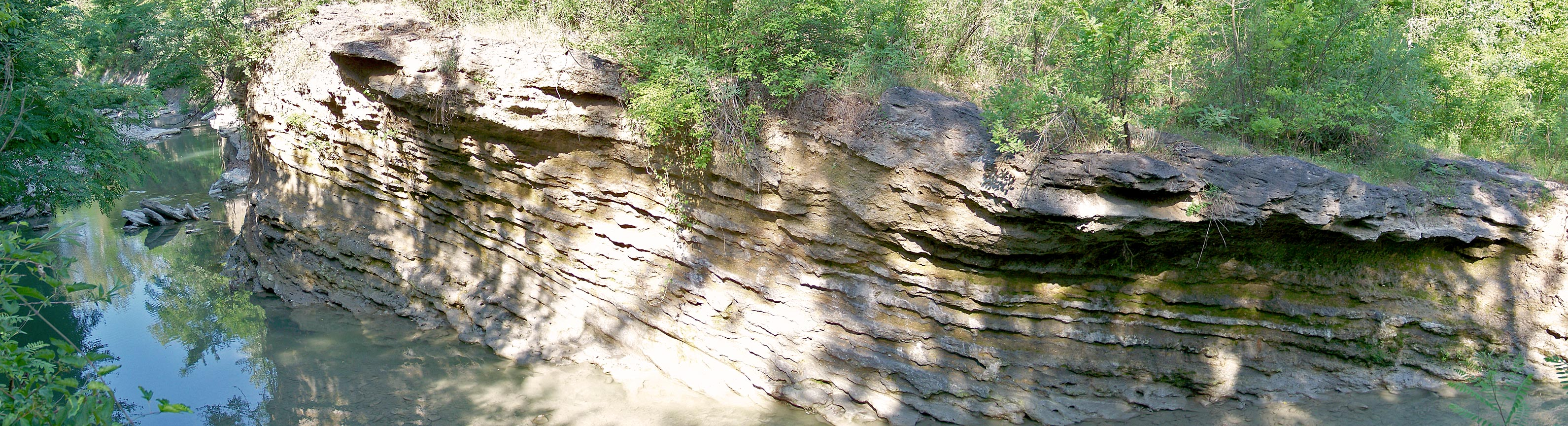
Stratificazioni geologiche del fiume Stirone in località Cascatelle

Il torrente Stirone è ben noto agli studiosi di paleontologia. I processi erosivi del torrente, in parte naturali ma amplificati dalle attività estrattive di ghiaia dall'alveo, hanno portato alla luce numerosi fossili dell'era terziaria e quaternaria appartenenti ai sedimenti marini del margine padano. L'area interessata è ora protetta dal Parco fluviale regionale dello Stirone e ricade nella zona A di protezione integrale. Nell'area sono stati rinvenuti i resti di testuggini, vari cetacei tra cui alcune balene, conchiglie e flora antica. Buona parte di questi reperti sono conservati nel Museo dei fossili di Salsomaggiore e nel Museo dei fossili di Fidenza.